# Sowjetischer Fußballpokal 1961
Der Sowjetische Fußballpokal 1961 war die 20. Austragung des sowjetischen Pokalwettbewerbs der Männer. Pokalsieger wurde Schachtjor Stalino. Das Team setzte sich im Finale gegen Titelverteidiger Torpedo Moskau durch.

## Modus
Die 132 Zweitligisten wurden in zehn Zonen unterteilt, die die zehn Gruppen der Klass B von 1961 widerspiegelten. In jeder Zone wurden zwei Runden gespielt. Die insgesamt 42 Finalsieger qualifizierten sich für die Finalrunde. Dort stiegen die 22 Erstligisten ein.
Alle Begegnungen wurden in einem Spiel entschieden. Stand es nach regulärer Spielzeit unentschieden, wurde das Spiel um zweimal 15 Minuten verlängert. Stand danach kein Sieger fest, wurde die Begegnung am folgenden Tag an gleicher Stelle wiederholt.

## Teilnehmende Teams
| Klass A (22) | Klass A (22) | Klass A (22) | Klass A (22) | Klass A (22) |
| --- | --- | --- | --- | --- |
| - Dynamo Moskau - Lokomotive Moskau - Spartak Moskau - Torpedo Moskau - ZSKA Moskau | - Admiraltejez Leningrad - Awangard Charkow - Belarus Minsk - Daugava Riga - Dynamo Kiew | - Dinamo Tiflis - Kairat Alma-Ata - Moldova Kischinjow - Neftjanik Baku | - Pachtakor Taschkent - Schachtjor Stalino - Spartak Jerewan - Spartak Vilnius | - SKA Rostow - JK Tallinna Kalev - Trud Woronesch - Zenit Leningrad |
| Klass B (132) | | | | |
| Zone Russland 1 (12) | Zone Russland 2 (12) | Zone Russland 3 (13) | Zone Russland 4 (12) | Zone Russland 5 (13) |
| - Dynamo Brjansk - Dynamo Leningrad - Metallurg Tscherepowez - Oneschez Petrosawodsk - Schachtjor Stalinogorsk - Schinnik Jaroslawl - Spartak Leningrad - Sputnik Kaluga - Textilschtschik Kostroma - Tralflotowez Murmansk - Trud Tula - Wolga Kalinin         | - Baltika Kaliningrad - Dynamo Kirow - Iskra Kasan - Raketa Gorki - Snamja Truda Orechowo-Sujewo - Spartak Smolensk - Team Serpuchow - Tekstilschtschik Iwanowo - Torpedo Gorki - Trud Gluchowo - Traktor Wladimir - Zenit Ischewsk | - Energija Wolschski - Krylja Sowetow Kuibyschew - Lokomotive Orjol - Neftjanik Sysran - Sarja Pensa - Sokol Saratow - Spartak Rjasan - Spartak Tambow - Spartak Uljanowsk - Torpedo Lipezk - Traktor Stalingrad - Trudowyje Reserwy Kursk - Zementnik Belgorod | - Dynamo Machatschkala - Rostselmasch Rostow - Schachtjor Schachty - Spartak Naltschik - Spartak Ordschonikidse - Spartak Stawropol - Terek Grosny - Torpedo Armawir - Torpedo Taganrog - Trudowyje Reserwy Kislowodsk - Zement Noworossijsk - Wolgar Astrachan | - Chimik Beresniki - Geolog Tjumen - Irtysch Omsk - Lokomotive Orenburg - Lokomotive Tscheljabinsk - Metallurg Magnitogorsk - Metallurg Nischni Tagil - Stroitel Kurgan - Stroitel Saransk - Stroitel Ufa - Swesda Perm - Torpedo Pawlowo - Uralmasch Swerdlowsk |
| Klass B (132) | | | | |
| Zone Russland 6 (13) | Zone Ukraine 1 (18) | Zone Ukraine 2 (18) | Zone Unionsrepubliken 1 (10) | Zone Unionsrepubliken 2 (11) |
| - Amur Blagoweschtschensk - Angara Irkutsk - Awangard Komsomolsk - Baikal Ulan-Ude - Chimik Kemerowo - Lokomotive Krasnojarsk - Lutsch Wladiwostok - Metallurg Stalinsk - Sabaikalez Tschita - SKA Chabarowsk - SKA Nowosibirsk - Temp Barnaul - Tomitsch Tomsk | - Arsenal Kiew - Awangard Ternopol - Awangard Tschernowzy - Desna Tschernigow - Dynamo Chmelnizki - Lokomotive Winniza - Kolchosnik Rowno - Kolchosnik Tscherkassy - Majak Cherson - Neftjanik Drogobytsch - Polissja Schitomir - Sirka Kirowograd - Spartak Stanislaw - Sudostroitel Nikolajew - SKA Lwow - Tschernomorez Odessa - Werhowyna Uschgorod - Wolyn Luzk | - Asowstal Schdanow - Awangard Kramatorsk - Awangard Kriwoi Rog - Awangard Scholtyje Wody - Awangard Simferopol - Awangard Sumy - Chimik Dnjeprodserschinsk - Chimik Sewerodonezk - Kolchosnik Poltawa - Lokomotive Stalino - Metallurg Dnjepropetrowsk - Metallurg Saporoschje - Schachtjor Gorlowka - Schachtjor Kadijiwka - SKA Kiew - SKA Odessa - SKF Sewastopol - Torpedo Charkow | - Dinamo Batumi - Chimik Mogiljow - Lokomotive Gomel - Krasnoje snamja Witebsk - Lokomotive Tiflis - Nistrul Bender - RES Riga - Riza Suchum - Selmasch Liepāja - Spartak Brest                                                                                 | - Dinamo Baku - Dinamo Samarkand - Energetik Stalinabad - Kopetdag Aschchabat - Metallurg Rustawi - Metallurg Schymkent - Spartak Fergana - Start Taschkent - Textilschtschik Kirowabad - Temp Sumgait - Torpedo Kutaissi                                        |

## Vorrunde

### Zone Russland 1

#### Halbfinale
| Datum      |                        | Ergebnis |                       |
| ---------- | ---------------------- | -------- | --------------------- |
| 07.06.1961 | Schinnik Jaroslawl     | 4:2      | Sputnik Kaluga        |
| 08.06.1961 | Wolga Kalinin          | 5:0      | Dynamo Leningrad      |
| 11.06.1961 | Trud Tula              | 1:2      | Dynamo Brjansk        |
| 12.06.1961 | Metallurg Tscherepowez | 2:1      | Oneschez Petrosawodsk |

#### Finale
| Datum      |                         | Ergebnis  |                          |
| ---------- | ----------------------- | --------- | ------------------------ |
| 02.07.1961 | Dynamo Brjansk          | 0:1       | Metallurg Tscherepowez   |
| 11.06.1961 | Tralflotowez Murmansk   | 1:3       | Spartak Leningrad        |
| 11.06.1961 | Schachtjor Stalinogorsk | 2:0 n. V. | Textilschtschik Kostroma |
| 11.06.1961 | Wolga Kalinin           | 0:0 n. V. | Schinnik Jaroslawl       |

##### Wiederholungsspiel
| Datum      |               | Ergebnis  |                    |
| ---------- | ------------- | --------- | ------------------ |
| 12.06.1961 | Wolga Kalinin | 3:2 n. V. | Schinnik Jaroslawl |

### Zone Russland 2

#### Halbfinale
| Datum      |                     | Ergebnis  |                              |
| ---------- | ------------------- | --------- | ---------------------------- |
| 11.06.1961 | Zenit Ischewsk      | 3:0       | Tekstilschtschik Iwanowo     |
| 11.06.1961 | Iskra Kasan         | 2:0       | Spartak Smolensk             |
| 11.06.1961 | Dynamo Kirow        | 5:2 n. V. | Snamja Truda Orechowo-Sujewo |
| 11.06.1961 | Baltika Kaliningrad | 1:1 n. V. | Torpedo Gorki                |

##### Wiederholungsspiel
| Datum      |                     | Ergebnis |               |
| ---------- | ------------------- | -------- | ------------- |
| 12.06.1961 | Baltika Kaliningrad | 2:0      | Torpedo Gorki |

#### Finale
| Datum      |                     | Ergebnis  |                  |
| ---------- | ------------------- | --------- | ---------------- |
| 11.06.1961 | Team Serpuchow      | 2:1 n. V. | Trud Gluchowo    |
| 11.06.1961 | Raketa Gorki        | 2:0       | Traktor Wladimir |
| 02.07.1961 | Zenit Ischewsk      | 0:2 n. V. | Iskra Kasan      |
| 03.08.1961 | Baltika Kaliningrad | 3:0       | Dynamo Kirow     |

### Zone Russland 3

#### Halbfinale
| Datum      |                    | Ergebnis  |                           |
| ---------- | ------------------ | --------- | ------------------------- |
| 10.06.1961 | Spartak Rjasan     | 2:0       | Torpedo Lipezk            |
| 10.06.1961 | Neftjanik Sysran   | 1:2       | Traktor Stalingrad        |
| 11.06.1961 | Sarja Pensa        | 0:7       | Krylja Sowetow Kuibyschew |
| 11.06.1961 | Spartak Uljanowsk  | 1:1 n. V. | Sokol Saratow             |
| 11.06.1961 | Energija Wolschski | 4:2       | Lokomotive Orjol          |

##### Wiederholungsspiel
| Datum      |                   | Ergebnis |               |
| ---------- | ----------------- | -------- | ------------- |
| 12.06.1961 | Spartak Uljanowsk | 4:2      | Sokol Saratow |

#### Finale
| Datum      |                           | Ergebnis |                    |
| ---------- | ------------------------- | -------- | ------------------ |
| 11.06.1961 | Trudowyje Reserwy Kursk   | 3:2      | Zementnik Belgorod |
| 14.06.1961 | Traktor Stalingrad        | 3:1      | Spartak Rjasan     |
| 02.07.1961 | Spartak Uljanowsk         | 1:3      | Energija Wolschski |
| 02.07.1961 | Krylja Sowetow Kuibyschew | 5:0      | Spartak Tambow     |

### Zone Russland 4

#### Halbfinale
| Datum      |                     | Ergebnis  |                              |
| ---------- | ------------------- | --------- | ---------------------------- |
| 10.06.1961 | Torpedo Taganrog    | 2:0       | Terek Grosny                 |
| 10.06.1961 | Wolgar Astrachan    | 2:0       | Trudowyje Reserwy Kislowodsk |
| 11.06.1961 | Zement Noworossijsk | 0:2 n. V. | Spartak Ordschonikidse       |
| 11.06.1961 | Torpedo Armawir     | 1:1 n. V. | Spartak Stawropol            |

##### Wiederholungsspiel
| Datum      |                 | Ergebnis  |                   |
| ---------- | --------------- | --------- | ----------------- |
| 12.06.1961 | Torpedo Armawir | 1:0 n. V. | Spartak Stawropol |

#### Finale
| Datum      |                        | Ergebnis  |                      |
| ---------- | ---------------------- | --------- | -------------------- |
| 15.04.1961 | Schachtjor Schachty    | 4:1       | Rostselmasch Rostow  |
| 11.06.1961 | Spartak Naltschik      | 1:0       | Dynamo Machatschkala |
| 14.06.1961 | Wolgar Astrachan       | 0:1       | Torpedo Taganrog     |
| 02.07.1961 | Spartak Ordschonikidse | 0:1 n. V. | Torpedo Armawir      |

### Zone Russland 5

#### Halbfinale
| Datum      |                     | Ergebnis |                         |
| ---------- | ------------------- | -------- | ----------------------- |
| 11.05.1961 | Swesda Perm         | 2:0      | Stroitel Kurgan         |
| 11.06.1961 | Stroitel Saransk    | 1:3      | Geolog Tjumen           |
| 11.06.1961 | Irtysch Omsk        | 1:0      | Uralmasch Swerdlowsk    |
| 11.06.1961 | Stroitel Ufa        | 2:0      | Metallurg Nischni Tagil |
| 11.06.1961 | Lokomotive Orenburg | 3:1      | Metallurg Magnitogorsk  |

#### Finale
| Datum      |                  | Ergebnis  |                          |
| ---------- | ---------------- | --------- | ------------------------ |
| 10.06.1961 | Chimik Beresniki | 2:1       | Lokomotive Tscheljabinsk |
| 15.06.1961 | Geolog Tjumen    | 0:2 n. V. | Irtysch Omsk             |
| 24.06.1961 | Swesda Perm      | 3:5 n. V. | Stroitel Ufa             |
| 27.07.1961 | Torpedo Pawlowo  | 2:0       | Lokomotive Orenburg      |

### Zone Russland 6

#### Halbfinale
| Datum      |                         | Ergebnis  |                     |
| ---------- | ----------------------- | --------- | ------------------- |
| 27.05.1961 | Amur Blagoweschtschensk | 4:2       | Awangard Komsomolsk |
| 27.05.1961 | SKA Chabarowsk          | 1:1 n. V. | SKA Nowosibirsk     |
| 27.05.1961 | Temp Barnaul            | 1:0       | Baikal Ulan-Ude     |
| 27.05.1961 | Tomitsch Tomsk          | 3:1       | Angara Irkutsk      |
| 27.05.1961 | Sabaikalez Tschita      | 1:1 n. V. | Chimik Kemerowo     |

##### Wiederholungsspiele
| Datum      |                    | Ergebnis  |                 |
| ---------- | ------------------ | --------- | --------------- |
| 28.06.1961 | SKA Chabarowsk     | 2:0       | SKA Nowosibirsk |
| 28.06.1961 | Sabaikalez Tschita | 0:0 n. V. | Chimik Kemerowo |
| 30.06.1961 | Sabaikalez Tschita | 3:2       | Chimik Kemerowo |

#### Finale
| Datum      |                         | Ergebnis |                        |
| ---------- | ----------------------- | -------- | ---------------------- |
| 27.05.1961 | Lutsch Wladiwostok      | 3:0      | Lokomotive Krasnojarsk |
| 20.06.1961 | Metallurg Stalinsk      | 5:0      | Temp Barnaul           |
| 12.07.1961 | Amur Blagoweschtschensk | 2:1      | Sabaikalez Tschita     |
| 16.07.1961 | SKA Chabarowsk          | 2:0      | Tomitsch Tomsk         |

### Zone Ukraine 1

#### Halbfinale
| Datum      |                        | Ergebnis  |                        |
| ---------- | ---------------------- | --------- | ---------------------- |
| 08.06.1961 | Swesda Kirowograd      | 2:1       | Awangard Tschernowzy   |
| 10.06.1961 | Tschernomorez Odessa   | 3:2       | Kolchosnik Rowno       |
| 11.06.1961 | Awangard Ternopol      | 1:2       | Spartak Stanislaw      |
| 11.06.1961 | Desna Tschernigow      | 4:3       | Neftjanik Drogobytsch  |
| 11.06.1961 | Kolchosnik Tscherkassy | 3:2       | Sudostroitel Nikolajew |
| 11.06.1961 | Polissja Schitomir     | 1:1 n. V. | Dynamo Chmelnizki      |
| 11.06.1961 | SKA Lwow               | 2:0       | Arsenal Kiew           |
| 11.06.1961 | Werhowyna Uschgorod    | 3:1       | Wolyn Luzk             |

##### Wiederholungsspiel
| Datum      |                    | Ergebnis |                   |
| ---------- | ------------------ | -------- | ----------------- |
| 12.06.1961 | Polissja Schitomir | 0:2      | Dynamo Chmelnizki |

#### Finale
| Datum      |                        | Ergebnis  |                      |
| ---------- | ---------------------- | --------- | -------------------- |
| 09.05.1961 | Lokomotive Winniza     | 2:1       | Majak Cherson        |
| 21.06.1961 | Swesda Kirowograd      | 2:3       | Tschernomorez Odessa |
| 30.06.1961 | SKA Lwow               | 3:4       | Dynamo Chmelnizki    |
| 02.07.1961 | Kolchosnik Tscherkassy | 2:1       | Werhowyna Uschgorod  |
| 02.07.1961 | Spartak Stanislaw      | 0:0 n. V. | Desna Tschernigow    |

##### Wiederholungsspiel
| Datum      |                   | Ergebnis |                   |
| ---------- | ----------------- | -------- | ----------------- |
| 03.07.1961 | Spartak Stanislaw | 1:0      | Desna Tschernigow |

### Zone Ukraine 2

#### Halbfinale
| Datum      |                           | Ergebnis  |                         |
| ---------- | ------------------------- | --------- | ----------------------- |
| 10.06.1961 | Awangard Kriwoi Rog       | 2:2 n. V. | Awangard Sumy           |
| 10.06.1961 | Asowstal Schdanow         | 1:0       | Metallurg Saporoschje   |
| 10.06.1961 | SKF Sewastopol            | 3:0       | SKA Kiew                |
| 11.06.1961 | Awangard Simferopol       | 2:0       | Schachtjor Kadijiwka    |
| 11.06.1961 | Kolchosnik Poltawa        | 1:2       | Awangard Kramatorsk     |
| 11.06.1961 | Metallurg Dnjepropetrowsk | 1:2       | Lokomotive Stalino      |
| 11.06.1961 | SKA Odessa                | 0:1       | Awangard Scholtyje Wody |
| 11.06.1961 | Torpedo Charkow           | 2:0       | Schachtjor Gorlowka     |

##### Wiederholungsspiel
| Datum      |                     | Ergebnis |               |
| ---------- | ------------------- | -------- | ------------- |
| 12.06.1961 | Awangard Kriwoi Rog | 2:3      | Awangard Sumy |

#### Finale
| Datum      |                     | Ergebnis  |                           |
| ---------- | ------------------- | --------- | ------------------------- |
| 10.06.1961 | Chimik Sewerodonezk | 3:0       | Chimik Dnjeprodserschinsk |
| 18.06.1961 | SKF Sewastopol      | 1:0       | Awangard Sumy             |
| 02.07.1961 | Awangard Kramatorsk | 1:0 n. V. | Asowstal Schdanow         |
| 02.07.1961 | Awangard Simferopol | 2:0       | Torpedo Charkow           |
| 04.07.1961 | Lokomotive Stalino  | 0:1       | Awangard Scholtyje Wody   |

### ZoneUnionsrepubliken1

#### Halbfinale
| Datum      |                  | Ergebnis |                   |
| ---------- | ---------------- | -------- | ----------------- |
| 09.06.1961 | Chimik Mogiljow  | 0:4      | Spartak Brest     |
| 09.06.1961 | Lokomotive Gomel | 0:3      | Lokomotive Tiflis |

#### Finale
| Datum      |                         | Ergebnis  |                |
| ---------- | ----------------------- | --------- | -------------- |
| 09.06.1961 | Krasnoje snamja Witebsk | 2:2 n. V. | Dinamo Batumi  |
| 29.06.1961 | Selmasch Liepāja        | 0:1       | Nistrul Bender |
| 04.07.1961 | Lokomotive Tiflis       | 0+:- 1    | RES Riga       |
| 04.07.1961 | Spartak Brest           | 0+:- 1    | Riza Suchum    |

##### Wiederholungsspiele
| Datum      |                         | Ergebnis  |               |
| ---------- | ----------------------- | --------- | ------------- |
| 10.06.1961 | Krasnoje snamja Witebsk | 1:1 n. V. | Dinamo Batumi |
| 12.06.1961 | Krasnoje snamja Witebsk | 3:6       | Dinamo Batumi |

### Zone Unionsrepubliken 2

#### Halbfinale
| Datum      |                           | Ergebnis |                     |
| ---------- | ------------------------- | -------- | ------------------- |
| 22.06.1961 | Start Taschkent           | 2:0      | Dinamo Samarkand    |
| 22.06.1961 | Textilschtschik Kirowabad | 0+:- 2   | Metallurg Schymkent |
| 22.06.1961 | Torpedo Kutaissi          | 3:0      | Spartak Baku        |

#### Finale
| Datum      |                      | Ergebnis |                           |
| ---------- | -------------------- | -------- | ------------------------- |
| 08.06.1961 | Energetik Stalinabad | 4:1      | Kopetdag Aschchabat       |
| 22.06.1961 | Spartak Fergana      | 1:0      | Temp Sumgait              |
| 28.06.1961 | Metallurg Rustawi    | 1:3      | Torpedo Kutaissi          |
| 02.07.1961 | Start Taschkent      | 0+:- 2   | Textilschtschik Kirowabad |

## Finalrunde

### 1. Runde
Teilnehmer: Die 42 Finalsieger aus den zehn Zonen, sowie die 22 Erstligisten.
| Datum      |                         | Ergebnis  |                           |
| ---------- | ----------------------- | --------- | ------------------------- |
| 21.06.1961 | Lutsch Wladiwostok      | 1:2       | Dynamo Moskau             |
| 23.06.1961 | Energetik Stalinabad    | 5:1       | Daugava Riga              |
| 28.06.1961 | Tschernomorez Odessa    | 1:2       | Dynamo Kiew               |
| 30.06.1961 | Chimik Beresniki        | 1:2       | Spartak Fergana           |
| 30.06.1961 | Nistrul Bender          | 0:4       | Krylja Sowetow Kuibyschew |
| 30.06.1961 | Spartak Leningrad       | 2:0       | ZSKA Moskau               |
| 30.06.1961 | Traktor Stalingrad      | 0:3       | Dinamo Tiflis             |
| 02.07.1961 | Lokomotive Winniza      | 0:1       | Spartak Jerewan           |
| 15.07.1961 | Awangard Kramatorsk     | 1:0       | Awangard Simferopol       |
| 15.07.1961 | Irtysch Omsk            | 0:1       | Neftjanik Baku            |
| 15.07.1961 | Raketa Gorki            | 1:0       | Moldova Kischinjow        |
| 15.07.1961 | Torpedo Armawir         | 1:0       | Awangard Scholtyje Wody   |
| 15.07.1961 | Torpedo Kutaissi        | 0:1       | Kolchosnik Tscherkassy    |
| 15.07.1961 | Torpedo Pawlowo         | 2:1       | Dinamo Batumi             |
| 15.07.1961 | Wolga Kalinin           | 2:3       | JK Tallinna Kalev         |
| 19.07.1961 | Metallurg Tscherepowez  | 2:3       | Belarus Minsk             |
| 22.07.1961 | Torpedo Taganrog        | 1:2       | Torpedo Moskau            |
| 23.07.1961 | Spartak Naltschik       | 0:2       | SKA Rostow                |
| 28.07.1961 | SKF Sewastopol          | 1:0       | Spartak Vilnius           |
| 30.07.1961 | Dynamo Chmelnizki       | 0:2       | Schachtjor Stalino        |
| 03.08.1961 | Trudowyje Reserwy Kursk | 3:1       | Spartak Brest             |
| 04.08.1961 | Iskra Kasan             | 2:0       | Trud Woronesch            |
| 09.08.1961 | SKA Chabarowsk          | 1:2       | Awangard Charkow          |
| 15.08.1961 | Amur Blagoweschtschensk | 0:6       | Pachtakor Taschkent       |
| 15.08.1961 | Lokomotive Tiflis       | 0:1       | Lokomotive Moskau         |
| 15.08.1961 | Metallurg Stalinsk      | 1:0 n. V. | Kairat Alma-Ata           |
| 15.08.1961 | Team Serpuchow          | 1:0       | Baltika Kaliningrad       |
| 15.08.1961 | Schachtjor Schachty     | 1:4       | Admiraltejez Leningrad    |
| 15.08.1961 | Schachtjor Stalinogorsk | 1:0       | Chimik Sewerodonezk       |
| 15.08.1961 | Spartak Stanislaw       | 0:1       | Energija Wolschski        |
| 19.08.1961 | Start Taschkent         | 0:0 n. V. | Spartak Moskau            |
| 23.08.1961 | Stroitel Ufa            | 0:2       | Zenit Leningrad           |

#### Wiederholungsspiel
| Datum      |                 | Ergebnis |                |
| ---------- | --------------- | -------- | -------------- |
| 20.08.1961 | Start Taschkent | 0:2      | Spartak Moskau |

### 2. Runde
| Datum      |                           | Ergebnis  |                         |
| ---------- | ------------------------- | --------- | ----------------------- |
| 10.08.1961 | Energetik Stalinabad      | 1:2       | Schachtjor Stalinogorsk |
| 10.08.1961 | Spartak Fergana           | 0:3       | Schachtjor Stalino      |
| 14.08.1961 | Dynamo Moskau             | 0:0 n. V. | Iskra Kasan             |
| 14.08.1961 | Krylja Sowetow Kuibyschew | 1:0       | Belarus Minsk           |
| 20.08.1961 | Admiraltejez Leningrad    | 2:2 n. V. | Team Serpuchow          |
| 20.08.1961 | Energija Wolschski        | 1:5       | Lokomotive Moskau       |
| 20.08.1961 | Spartak Jerewan           | 1:3       | SKA Rostow              |
| 23.08.1961 | Spartak Moskau            | 4:0       | SKF Sewastopol          |
| 26.08.1961 | Torpedo Moskau            | 8:0       | Trudowyje Reserwy Kursk |
| 09.09.1961 | Kolchosnik Tscherkassy    | 0:1       | Zenit Leningrad         |
| 09.09.1961 | Metallurg Stalinsk        | 3:0       | Pachtakor Taschkent     |
| 09.09.1961 | Neftjanik Baku            | 2:1       | JK Tallinna Kalev       |
| 09.09.1961 | Spartak Leningrad         | 6:0       | Torpedo Armawir         |
| 09.09.1961 | Torpedo Pawlowo           | 3:0       | Raketa Gorki            |
| 11.09.1961 | Dynamo Kiew               | 3:2 n. V. | Awangard Kramatorsk     |
| 23.09.1961 | Dinamo Tiflis             | 2:1       | Awangard Charkow        |

#### Wiederholungsspiele
| Datum      |                        | Ergebnis |                |
| ---------- | ---------------------- | -------- | -------------- |
| 15.08.1961 | Dynamo Moskau          | 8:0      | Iskra Kasan    |
| 21.08.1961 | Admiraltejez Leningrad | 3:2      | Team Serpuchow |

### Achtelfinale
| Datum      |                         | Ergebnis  |                           |
| ---------- | ----------------------- | --------- | ------------------------- |
| 20.08.1961 | Schachtjor Stalinogorsk | 2:0       | Dynamo Moskau             |
| 25.08.1961 | Lokomotive Moskau       | 4:0       | Metallurg Stalinsk        |
| 12.09.1961 | Torpedo Moskau          | 3:0       | Spartak Leningrad         |
| 23.09.1961 | Admiraltejez Leningrad  | 2:1       | Dynamo Kiew               |
| 03.10.1961 | Zenit Leningrad         | 3:0       | Krylja Sowetow Kuibyschew |
| 08.10.1961 | Schachtjor Stalino      | 3:2       | Dinamo Tiflis             |
| 08.09.1961 | SKA Rostow              | 2:2 n. V. | Spartak Moskau            |
| 08.09.1961 | Torpedo Pawlowo         | 0:0 n. V. | Neftjanik Baku            |

#### Wiederholungsspiele
| Datum      |                 | Ergebnis |                |
| ---------- | --------------- | -------- | -------------- |
| 09.10.1961 | SKA Rostow      | 2:0      | Spartak Moskau |
| 09.10.1961 | Torpedo Pawlowo | 1:3      | Neftjanik Baku |

### Viertelfinale
| Datum      |                    | Ergebnis  |                         |
| ---------- | ------------------ | --------- | ----------------------- |
| 09.10.1961 | Lokomotive Moskau  | 0:1       | Admiraltejez Leningrad  |
| 14.10.1961 | SKA Rostow         | 2:3       | Torpedo Moskau          |
| 17.10.1961 | Zenit Leningrad    | 2:1 n. V. | Neftjanik Baku          |
| 18.10.1961 | Schachtjor Stalino | 3:1       | Schachtjor Stalinogorsk |

### Halbfinale
| Datum      |                    | Ergebnis |                        |
| ---------- | ------------------ | -------- | ---------------------- |
| 25.10.1961 | Schachtjor Stalino | 3:0      | Admiraltejez Leningrad |
| 26.10.1961 | Torpedo Moskau     | 2:0      | Zenit Leningrad        |

### Finale
| Paarung            | Torpedo Moskau – Schachtjor Stalino |
| Ergebnis           | 1:3 (1:1) |
| Datum              | 29. Oktober 1961 |
| Stadion            | Olympiastadion Luschniki, Moskau |
| Zuschauer          | 100.000 |
| Schiedsrichter     | Kęstutis Andziulis |
| Tore               | 0:1 Anatoli Rodin (1.) 1:1 Slawa Metreweli (45.) 1:2 Juri Anantschenko (65.) 1:3 Juri Anantschenko (70.) |
| Torpedo Moskau     | Anatoli Gluchotko (60. Ansor Kawasaschwili) – Wladimir Chomutow, Wiktor Schustikow, Leonid Ostrowski – Waleri Woronin, Nikolai Manoschin – Slawa Metreweli, Walentin Iwanow – Gennadi Gussarow, Boris Batanow, Oleg Sergejew (41. Walentin Denisow) Cheftrainer: Wiktor Maslow |
| Schachtjor Stalino | Boris Strelkow – Nikolai Golowko, Gennadi Snegirjow, Wjatscheslaw Aljabjew – Dimitri Miserny, Wladimir Salkow – Anatoli Rodin, Oleg Kolossow – Juri Anantschenko, Juri Sacharow, Walentin Sapronow Cheftrainer: Oleg Oschenkow                                                 |